# Фингър Лейкс
Фингър Лейкс (на английски: Finger Lakes) са група от 11 езера, разположени в централната част на щата Ню Йорк, Съединените щати. Формата на езерата е дълга и тясна, по обща ос, ориентирана на север-юг и сходна по форма с вид на пръсти.
Двете най-дълги езера, езерото Каюга и езерото Сенека, също са сред най-дълбоките в Съединените щати. Дължината на езерото Каюга е около 64 километра, а дължината на Сенека е 61 километра. Ширината им не надвишава 5,6 километра.
Голям град в близост до езерата е Рочестър, на север, близо до езерото Онтарио. Сиракюз се намира на източната страна, близо до езерото Онондага. Град Итака е разположен на южния бряг на езерото Каюга.

Езерата са популярен туристически обект.